# Богдан-2110
Богдан-2110 (Bogdan 2110) — чотиридверний передньопривідний седан корпорації "Богдан", що виготовлявся з 2009 по 2014 рік і створений на базі ВАЗ-2110 (Lada 110).У лютому 2009 року АВТОВАЗ оголосив про припинення випуску цієї моделі, Даний автомобіль виготовляється на заводі в Черкасах (Україна) з комплектуючих, які постачають із Тольятті.
Bogdan 2110 оснащується 8-клапанним двигуном об'ємом 1,6 літра (80 к.с.) і 16-клапанним двигуном того ж об'єму (89 к.с.). У стандартне оснащення автомобіля входять передні електросклопідйомники і центральний замок, а за доплату пропонуються легкосплавні диски і протитуманні фари.

## Рестайлінг 2012
У 2012 році модель піддалася невеликому рестайлінгу. Від свого попередника рестайлінгова версія моделі Богдан-2110 відрізняється іншим переднім бампером, ґратами радіатора і деякими іншими деталями.

## Двигуни
| Модель       | Тип двигуна | Об'єм    | Клапани/ГРМ | Потужність при об/хв  | Крутний момент при об/хв | Роки випуску |
| ------------ | ----------- | -------- | ----------- | --------------------- | ------------------------ | ------------ |
| Бензинові Р4 |             |          |             |                       |                          |              |
| 1.6 8V       | VAZ-21114   | 1596 см³ | 8/SOHC      | 80 к.с. (59 кВт)/5200 | 120 Нм/2700              | з 2009       |
| 1,6 16V      | VAZ-21124   | 1596 см³ | 16/DOHC     | 89 к.с. (63 кВт)/5600 | 131 Нм/3700              | з 2009       |

## Продажі Богдан-2110
В серпні 2013 року автомобілі Богдан-2110 вийшли на перше місце по продажам в Україні. В підсумку за весь 2013 рік Богдан-2110 зайняв 10-місце серед всіх моделей на Українському ринку.
| Рік  | Продажі Богдан-2110 в Україні |
| ---- | ----------------------------- |
| 2011 | 485                           |
| 2012 | 1 288                         |
| 2013 | 3 814                         |